# Podium chalybaeum
Podium chalybaeum är en biart som beskrevs av Kohl 1902. Podium chalybaeum ingår i släktet Podium och familjen grävsteklar. Inga underarter finns listade i Catalogue of Life.